# Elkraft (danskt företag)
Elkraft System och Elkraft Transmission var två bolag i Danmark som bildade egen gemensam organisation för stamnätet öster om Stora Bält. Det första var systemansvarig medan det andra ägde och förvaltade nätet. De ägdes av NESANET A/S(dk), KE Forsyningen, SEAS Transmission A/S(dk), NVE Net A/S(dk), Frederiksberg Elnet A/S, Hillerød Elforsyning, Helsingør Elforsyning, Roskilde Netvirksomhed, Nykøbing Sjællands El-Net och SK-Net A/S. De gick upp i Energinet 2005, som fick ett sammanhållet ansvar för det danska stamnätet.